# 坂間勇
坂間 勇（さかま いさむ、1935年1月1日 - 2008年8月8日）は、日本の物理学者。元茨城大学助教授、駿台予備学校、駿優予備学校 物理科講師。

## 来歴・人物
東京都渋谷に父:坂間小三郎、母:(中村)清子の二男として生まれる。父方の祖父:坂間小四郎は千葉県いすみ市万木の出身。父方の祖母:(柳原)べんは麻布出身の一人娘。父:小三郎は小四郎の長男で金融業。母清子は新潟県柏崎市の出身で、母方の先祖中村家は代々庄屋を営んでいた。母の実兄:中村忠雄は、一校、東京帝国大学卒業、農工大教授であった。甥の金子宗生が桜丘町に住んでいる。東京都立戸山高等学校を経て、1957年東京工業大学理学部物理学科卒、1959年同大学院修士課程修了（専攻分野は、素粒子・原子核）。血液型はB型。住居は渋谷区松見坂、及び桜丘町のマンションにあった。
茨城大学助教授を経て、駿台及び駿優で教鞭をとった。物理の本質を教える授業をモットーとしていた。参考書としては、解説に微積を多用した難関校向けのものが多い。
墓所は港区愛宕の考寿院にある。

## 逸話
- 共通一次試験には反対していた。学生がやりたい学問を選び、教授を選び、大学を選ぶべきで、一次試験の結果により、受験大学が変わることを弊害としていた。

- 実父が明け方3時頃まで部屋の電気が付いていたと語り、夜遅くまで、物理の研究をしていた。

- 難解な本がずらりと本箱に並んでいた。

- 大学合格祝いで渋谷区桜丘の焼き肉屋(今は無い)に学生を連れて行き、楽しんでいた。

- 実母と従姉妹を実母の生誕地の柏崎に車で連れて行ったことがある。

- 大学生に教えるより、予備校生に教える方が、楽しいと語っていた。

- 千葉県万木には何度も訪れていた。

- 実父の会社の保養所の有る千葉県富浦に家族及び親戚で海水浴に行っていた。

- アメリカ西海岸を車で走破した。

- 黄色のポルシェを乗用車として使用していた。

- 海外旅行が好きでオペラのコンサートによく行っていた。

- 晩年には大きなコントラバスを自宅に置いていた。

- 実父の葬儀では、人は亡くなると土に帰ると語り、感銘を受けたと挨拶していた。

- 実母を自宅で看護、介護しながら物理学を追究していた。

## 著書
- （谷藤祐、山本義隆）『大学入試必修物理（上）』（駿台文庫、1979年）
- （谷藤祐、山本義隆）『大学入試必修物理（下）』（駿台文庫、1980年）
- 『物理に関する10話 (駿台レクチャー叢書)』（駿台文庫、1989年）
- 『現代の物理学―大学へのスーパー物理 (力学編)』（駿台文庫、2000年）
- 『難関校突破のための物理特講90』（旺文社、1985年）
- 『特ゼミ 坂間の物理』（旺文社、1990年）旺文社オンデマンド出版のみの取り扱い
- 『現代物理学小辞典』（講談社）